# Tatort: Wie alle anderen auch
Wie alle anderen auch ist ein Fernsehfilm aus der Krimireihe Tatort. Es ist der 81. Fall des Kölner Ermittlerduos Ballauf und Schenk. Er wurde am 21. März 2021 erstmals im Ersten ausgestrahlt.

## Handlung
Ella Jung schlägt ihren gewalttätigen Ehemann in Notwehr nieder. Weil sie glaubt, ihn erschlagen zu haben, flieht sie ins Obdachlosenmilieu. Die obdachlose Monika „Moni“ Keller nimmt sie unter ihre Fittiche und vertraut ihr einen Umschlag zur Aufbewahrung an.
Aus der Entfernung beobachtet Ella in der Nacht ein Feuer an Monis Schlafplatz und wählt den Notruf. Am nächsten Morgen wird dort Monis verbrannte Leiche aufgefunden. Die Hauptkommissare Schenk und Ballauf ermitteln. Die rechtsmedizinische Untersuchung zeigt, dass Moni an einer Überdosis Fentanyl, das sich in einer Thermoskanne mit Tee befand, gestorben war. Erst danach wurde ihre Leiche mit Schnaps übergossen und angezündet.
Monika Keller hatte bei der Polizei Anzeige gegen Thomas Stranz erstattet. Er habe sie und Katja Fischer, eine obdachlose Altenpflegerin, in einer Obdachlosenunterkunft vergewaltigt. Fischer übernachtet in ihrem Auto und will vermeiden, dass ihr Arbeitgeber von der Obdachlosigkeit erfährt. Deshalb streitet sie zunächst die Vergewaltigung in der Obdachlosenunterkunft ab.
Ella taucht unterdes bei dem Kellner Axel Fahl unter, den sie bei einem Restaurantbesuch mit Moni kennengelernt hat. Anrufe der Polizei beantwortet Ella nicht. Nachdem die Polizisten Axel nach Moni und Ella befragt haben, hält er Ella bei sich fest. Als er sie vergewaltigen will, verletzt sie ihn mit einer Glasflasche am Kopf und flieht.
Nach einer Durchsuchung ihres Autos gibt Katja Fischer zu, dass sie Fentanyl aus dem Pflegeheim gestohlen hatte, um besser schlafen zu können. Obwohl sie angibt, die Droge sei ihr am Nachmittag vor Monis Tod entwendet worden, wird sie als Tatverdächtige verhaftet. Da erstattet sie Anzeige wegen Vergewaltigung gegen Thomas Stranz, der daraufhin verhaftet wird.
Ella erfährt von Ballauf, dass ihr Mann überlebt hat und wieder zuhause ist. Sie trifft sich mit den Polizisten auf der Domplatte und übergibt ihnen Monis Umschlag. Sie entscheidet sich, ein neues Leben zu beginnen.
Im Umschlag finden Ballauf und Schenk Kontoauszüge, die belegen, dass Regine Weigand, die Leiterin der Obdachlosenunterkunft, monatlich 180 € Spendengelder unterschlagen hat, um ihre Mieterhöhung bezahlen zu können. Moni hatte dies herausgefunden, als sie zeitweise im Büro der Obdachlosenunterkunft arbeitete. Ballauf sagt hinsichtlich des Todesfalls von Monika Keller: „Wegen 180 € im Monat. Wie verzweifelt muss man sein?“

## Hintergrund
Der Film wurde vom 7. Juli 2020 bis zum 6. August 2020 in Köln und Umgebung gedreht.

## Rezeption

### Kritiken
„Sozialreportage? Milieudrama? Poverty-Soap? Dieser hübsch fotografierte Elendskrimi leidet über Strecken an einer erheblichen dramaturgischen Schieflage. Tristesse de luxe.“

„Die Figuren sind authentisch, dass es einem kalt den Rücken runterläuft, wenn Monika schließlich tot ist. Dabei steht die übliche "Tatort"-Frage nach dem Täter fast schon hinter dem authentischen Milieu, wie wir es hier zu sehen bekommen. ... Regisseurin Nina Wolfrum hat nämlich nicht nur Köln und die dazugehören Orte sehr gut eingefangen, auch die Darstellerinnen und Darsteller machen ihre Sache gut. ... Das funktioniert auch deshalb besonders rührend, weil es sich dabei um echte Obdachlose handelt, die Wolfrum selbst gefilmt hat.“

### Einschaltquote
Die Erstausstrahlung von Wie alle anderen auch am 21. März 2021 wurde in Deutschland von 10,05 Millionen Zuschauern gesehen und erreichte einen Marktanteil von 28,1 % für Das Erste.

## Trivia
Für ihre Dienstfahrten nutzen die beiden Hauptkommissare diesmal einen Citroën DS.